# Rhipidia tetraleuca
Rhipidia tetraleuca är en tvåvingeart som först beskrevs av Alexander 1937.  Rhipidia tetraleuca ingår i släktet Rhipidia och familjen småharkrankar. Inga underarter finns listade i Catalogue of Life.